# أنجيلا كيلي (مصممة أزياء)
أنجيلا كيلي (بالإنجليزية: Angela Kelly)‏ هي مصممة أزياء بريطانية، ولدت في 4 نوفمبر 1967 في ليفربول في المملكة المتحدة.